# Bongani Khumalo
Bongani Khumalo [bɔŋˈgani kʰuˈmalɔ] (* 6. Januar 1987 in Manzini, Swasiland) ist ein ehemaliger südafrikanischer Fußballspieler.

## Karriere
Khumalo wurde in Swasiland geboren, seine Familie zog aber bereits während seiner Kindheit nach Pretoria. Er trainierte in seiner Jugend bei Arcadia Shepherds, einem Klub, der bekannt ist für seine gute Nachwuchsförderung. Zwischen 2005 und 2007 spielte Khumalo beim Zweitligisten Pretoria University, bevor er im Sommer 2007 in die Premier Soccer League zu Supersport United wechselte.
Bei Supersport etablierte er sich in der Abwehr an der Seite von Ricardo Katza und Morgan Gould. Der kopfballstarke Innenverteidiger ist auch bei Standardsituationen torgefährlich und erzielte in seinen ersten beiden Spielzeiten insgesamt sieben Treffer. Sowohl 2008 als auch 2009 gewann er mit Supersport die nationale Meisterschaft. 2009 wurde er von der PSL als Young Player of the season geehrt.
Im März 2008 gab er sein Debüt in der südafrikanischen Nationalmannschaft in einem Freundschaftsspiel gegen Simbabwe. Von Nationaltrainer Joel Santana wurde er in das Aufgebot für den Konföderationen-Pokal 2009 berufen, kam im Turnierverlauf aber nicht zum Einsatz.
Im Januar 2011 wechselte Khumalo zu Tottenham Hotspur. Ende März 2011 wurde er an Preston North End in die zweitklassige Football League Championship ausgeliehen. In sechs Einsätzen konnte er den Abstieg seines Teams allerdings nicht verhindern. So kehrte Khumalo zur Saison 2011/12 zunächst nach Tottenham zurück, wurde dann aber für die gesamte Spielzeit wieder in die Football League Championship an den FC Reading verliehen. Nach vier Einsätzen in der Liga und einem im Carling Cup kehrte er im Januar 2012 vorzeitig zu seinem Stammverein zurück.
Am 18. Juli 2012 wurde er für eine Spielzeit an den griechischen Erstligisten PAOK Thessaloniki ausgeliehen. Zur Saison 2013/14 wurde Khumalo an die Doncaster Rovers weiterverliehen. Im Frühjahr 2015 spielte er auf Leihbasis bei Colchester United. Sein Vertrag in Tottenham lief zum Ende der Saison 2014/15 aus. Khumalo kehrte er nach Südafrika zurück und beendete 2021 seine Karriere.